# 1907년 제국 회의
1907년 제국회의 (1907 Imperial Conference)는 1907년 4월 15일 영국 런던에서 개최되어 1907년 5월 14일에 마무리된 대영제국 구성국 간의 국제 회의이다. 회의 과정에서 본 회의의 명칭을 제국 회의 (Imperial Conference)로 바꾸는 결의안이 통과되었다. 의장은 헨리 캠벨배너먼 영국 총리가 맡았다.
1907년 제국 회의에서는 영국의 자치 식민지를 식민지 (colony)로 표현하는 것을 중단하고 각국에 자치령 (dominion) 지위를 부여하기로 결정했하였다. 최종 합의문에서 캐나다와 오스트레일리아를 자치령으로 언급하였으며 뉴펀들랜드 식민지와 뉴질랜드 식민지 역시 9월 26일 왕실 공표를 통해 자치령 지위를 부여받았다. 나탈 식민지와 케이프 식민지는 1907년 보어인계 자치 식민지인 오렌지강 식민지, 트란스발 식민지 와 통합하여 1910년 남아프리카 연방이라는 이름의 자치령을 출범시켰다.
아일랜드 자치권 부여와 인도의 자치 가능성도 논의되었으며, 대영 제국의 구성국 간에 관세인하를 추진하는 제국 특혜 (Imperial preference)도 제기되었으나, 영국의 자유무역체제를 지지하던 헨리 캠벨배너먼 총리가 반려하였다.

## 참가자
영국 국왕 에드워드 7세가 주최, 각국 총리와 각 내각 구성원을 초청하여 진행되었다.
| 국가              | 이름                    | 직함           |
| ----------------- | ----------------------- | -------------- |
| 영국              | 헨리 캠벨배너먼 경      | 총리 (의장)    |
| 영국              | 엘긴 백작               | 식민지장관     |
| 영국              | 에드워드 그레이 경      | 외무장관       |
| 영국              | 트위트머스 경           | 해군장관       |
| 영국              | R. B. 홀데인            | 전쟁장관       |
| 영국              | H. H. 애스퀴스          | 재무장관       |
| 영국              | 데이비드 로이드 조지    | 상무원장       |
| 영국              | 시드니 벅스턴           | 우체장관       |
| 영국              | 로어번 경               | 대법관         |
| 영국              | 존 번스                 | 지방정부위원장 |
| 영국              | 존 몰리                 | 인도장관       |
| 영국              | 크루 경                 | 추밀원 의장    |
| 영국              | 윈스턴 처칠             | 식민지차관     |
| 오스트레일리아    | 알프레드 디킨           | 총리           |
| 오스트레일리아    | 윌리엄 라인 경          | 무역관세장관   |
| 캐나다            | 윌프레드 로리어 경      | 총리           |
| 캐나다            | 프레더릭 윌리엄 보든 경 | 민병국방장관   |
| 캐나다            | 루이필리프 브로되르     | 해양수산장관   |
| 케이프 식민지     | 린더 스타 제임슨        | 총리           |
| 케이프 식민지     | 토머스 스마트           | 노동국장       |
| 나탈 식민지       | 프레더릭 로버트 무어    | 총리           |
| 트란스발 식민지   | 루이스 보타             | 수상           |
| 트란스발 식민지   | 리처드 솔로몬 경        | 총대표         |
| 뉴펀들랜드 식민지 | 로버트 본드 경          | 총리           |
| 뉴질랜드 식민지   | 조셉 워드 경            | 총리           |

## 같이 보기
- 제국 회의

## 참고문헌
1. ↑  Olson; Shadle, 편집. (1996). 《Historical Dictionary of the British Empire: A-J》. London: Greenwood Publishing. 548쪽. ISBN 0-3132-9366-X.
2. ↑  Kendle, J.E. (1967). 《The Colonial and Imperial Conferences, 1887-1911: A Study in Imperial Organization》. Imperial Studies. XXVIII. London: Longmans for the Royal Commonwealth Society. ASIN B0000CO3QA. doi:10.1086/ahr/74.3.999.
3. ↑  Jebb, Richard (1911). 《The Imperial Conference: A History and Study》 II. London: Longmans, Green & Co.